# Bozzole
Bozzole (piemontiul: Bòssli) település Olaszországban, Piemont régióban, Alessandria megyében. Lakosainak száma 330 fő (2023. január 1.). Bozzole Pomaro Monferrato, Sartirana Lomellina, Torre Beretti e Castellaro, Valenza és Valmacca községekkel határos.

## Népesség
A település népességének változása:
| Lakosok száma | 344  | 342  | 330  |
|               | 2017 | 2018 | 2023 |